# سيدي أمحمد بوقبرين
سيدي أمحمد بن عبد الرحمن الأزهري بوقبرين هو صوفي دفين زاوية سيدي أمحمد بوقبرين في الجزائر العاصمة ضمن بلدية بلوزداد.

## نشأته
ينحدر سيدي أمحمد بن عبد الرحمن الأزهري من قرية آيت إسماعيل بعرش قشطولة من منطقة بونوح في دائرة بوغني بولاية تيزي وزو.
وتقع قرية آيت إسماعيل على بعد 15 كلم إلى الشرق من ذراع الميزان في منطقة جرجرة من الجزائر.
الراجح أنه ولد ما بين سنة 1715م وسنة 1720م، ونشأ ببلاد القبائل التي اشتهرت في تلك الفترة بالعلم والفقه.[بحاجة لمصدر]

## سيرته
ارتبطت «مدينة الجزائر المحروسة» بذكرى رجالها من أهل الدين والصلاح والذكر الذين جعلت منهم أولياءها الصالحين والذين أصبحوا أهم معالمها التي لا تذكر إلا بذكرهم، وهكذا فإن الجزائر البيضاء استمدت كنيتها «المحروسة» من سيدي عبد الرحمن الثعالبي وسيدي أمحمد بوقبرين.

### شيوخه في الجزائر
تتلمذ سيدي أمحمد بن عبد الرحمن في بداية أمره على يد الشيخ سيدي الصديق بن أعراب الإيراثني في زاوية الأربعاء نايث إيراثن الواقعة في إقليم عرش آيث إيراثن، والذي كان قد تخرّج من الأزهر الشريف وعاد منه بعلوم جمّة وثقافة واسعة.

### الحجاز
ذهب سيدي أمحمد بن عبد الرحمن إلى الحج حوالي سنة 1734م.

### مصر

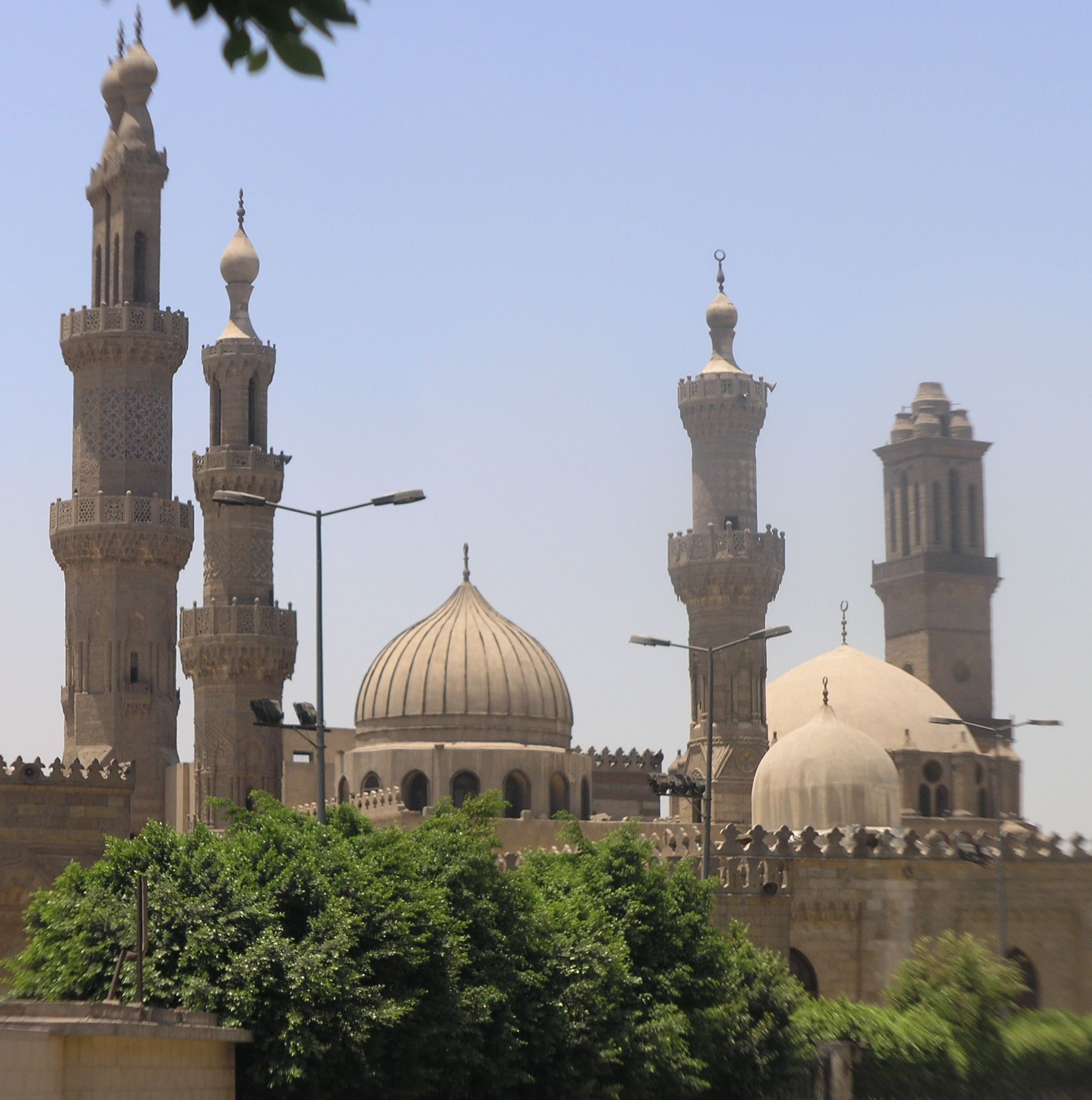
الجامع الأزهر بمصر.

في طريق عودة سيدي أمحمد بن عبد الرحمن من الحج، أعجب بالأوضاع العلميّة بمصر فاستقر فيها مجاورا الأزهر الشريف، وفيه تلقّى العلوم على أيدي علماء أجلاّء منهم: الشيخ أحمـد بن محمد بن أبي حامد العدويّ المالكيّ الأزهريّ الشهير بـ «الدردير» (تـ 1201هـ)، والشيخ عليّ بن أحمـد الصعيديّ العدويّ (تـ 1189هـ)، والشيخ علي العمروسيّ (تـ 1173هـ)، والشيخ محمّد بن عبد الله بن أيّوب المعروف بـ«المنوّر التلمسانيّ»(تـ 1173هـ).
وبعد تحصيل العلوم الإسلاميّة من هؤلاء الأعلام، اتّجه إلى شيخ مربٍّ يسلك على يده، ووجد ضالّته في الشيخ محمّد بن سالم الحفناويّ الخلوتيّ، وعنه أخذ الطريقة الخلوتية.
مكث العلامة الذي هو سيدي أمحمد بن عبد الرحمن الأزهري بالقاهرة زهاء 30 سنة وتتلمذ على يد شيخ الأزهر الحفناوي الذي أخذ عنه أصول الفقه، وأصول الصوفية "الخلوتية" المسماة لاحقا بالطريقة الرحمانية.
وبعد أن ساقته المقادير صغيرا إلى المجاورة في الأزهر الشريف، تزوج سيدي أمحمد بن عبد الرحمن في القاهرة من امرأة حبشية.
وكان شيخه في الجامع الأزهر هو سيدي محمد بن سالم الحفناوي المصري.

### السودان
ثم انتقل سيدي أمحمد بن عبد الرحمن إلى السودان بتوجيه من شيخه سيدي محمد بن سالم الحفناوي المصري وذلك لنشر الأوراد ونفع العباد.
وكلّفه شيخه الحفناوي بنشرها، والقيام بالدعوة في بلاد السودان ليقرئهم جميع الفنون وليعطيهم الورد، فشرع في تربية مريديه.
وأقام ست سنوات في دارفور يقرئ الناس ويدعو إلى سبيل ربه بالحكمة والموعظة الحسنة، حتى صار له أتباع كثيرون.

### الهند
ثم انتقل سيدي أمحمد بن عبد الرحمن من السودان إلى الهند بتوجيه كذلك من شيخه سيدي محمد بن سالم الحفناوي المصري وذلك لنشر الأوراد ونفع العباد.
ثم أمره شيخه الحفناوي المصري بالرجوع بعد ذلك إلى مصر فرجع وألبسه الخرقة الصوفية، وأمره بالعودة إلى القاهرة، وكلّفه بالعودة إلى وطنه الجزائر لنشر الطريقة الخلوتية بين مواطنيه، وكان ذلك سنة 1758م.

### جرجرة
استقرّ الشيخ أمحمد بن عبد الرحمن فترة ببلاد القبائل حول جرجرة كواعظ ومرشد.

### الجزائر العاصمة
ثم انتقل سيدي أمحمد بن عبد الرحمن إلى قرية الحامة قرب مدينة الجزائر، واستقرّ هناك وتصدّى للتعليم، ولنشر الطريقة الخلوتية، والتفّ حوله عدد كبير من الطلاّب.
فعلا صيته وذاعت شهرته، وأهدى له أفراد عائلة بني عيسى قطعة أرض بنى عليها زاويته الّتي اتّخذها مركزا لنشر الطريقة وملتقى للمريدين.
كان العلامة سيدي أمحمد بن عبد الرحمن الأزهري بذلك أول من أسس للطريقة الرحمانية بالجزائر العاصمة.

### آيت إسماعيل
غادر سيدي أمحمد بن عبد الرحمن بعد ذلك الجزائر العاصمة، وعاد إلى مسقط رأسه في «قرية آيت إسماعيل» ضمن منطقة بونوح وبوغني بجرجرة، حيث أسّس هناك زاوية بونوح وتفرّغ للتعليم ونشر الطريقة الرحمانية.
فزاد بعد ذلك انتشار طريقته في كل أنحاء القطر الجزائري.

## الطريقة الصوفية الرحمانية

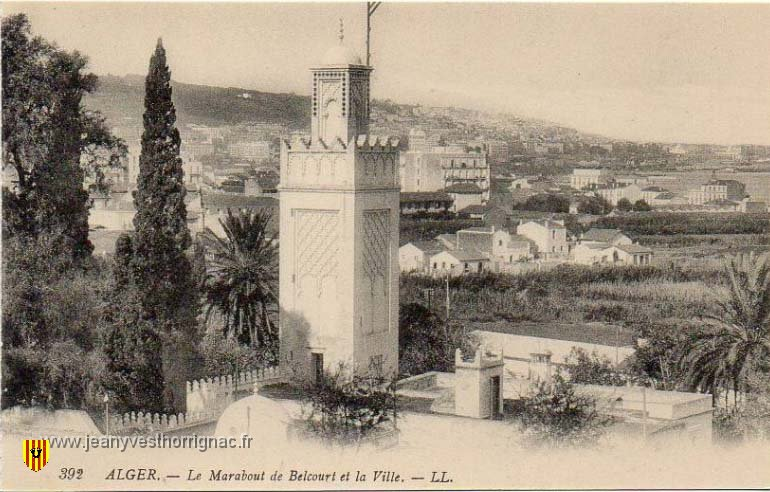
مسجد سيدي أمحمد بوقبرين

أسس العلامة سيدي أمحمد بن عبد الرحمن الأزهري منهجه التربوي الصوفي من خلال الطريقة الرحمانية التي ظهرت في سنة 1774م.
وقد عرفت هذه الطريقة الخلوتية جمهورا كبيرا وتمكنت من ترسيخ نفسها بقوة وانتشرت انتشارا كبيرا في البلدان المغاربية.
وقد كان نصف الزوايا القرآنية في القطر الجزائري من أتباع الطريقة الرحمانية قبل الاستقلال الوطني في سنة 1962م.

## تلامذته
مـن أشهـر تلامـذته سيدي علي بن عيسى، سيدي عبد الرحمن باش تارزي، سيدي محمد بن عزوز البرجي، سيدي محمد العمالي والد حميدة العمالي، وآخرون.

## مؤلفاته
ألف سيدي أمحمد بن عبد الرحمن العديد من المصنفات، ومن بين مـؤلفـاتــه نذكر:
1. رسالة فتح الباب: ألفها في آداب الخلوة، وشروطها ودخولها ونتائجها.[9]
2. رسالة طي الأنفاس: يتحدث فيها عن آداب الطريقة الخلوتية بشكل عام، وآداب الخلوة، وطي النفوس السبعة وهو المبدأ الذي تقول به الطريقة الخلوتية من الأسماء السبعة والنفوس السبعة التي يجب قطعها بالأسماء السبعة المعروفة.[11]
3. دفتر الدفاتر: وهو أيضا عبارة عن مجموعة رسائل في الطريقة، والذكر والخلوة، وهي امتداد للرسائل الخلوتية المكتوبة في هذا الشأن.[12]
4. شرح على الريفاوي: شرح لقصيدة (قوته قولي) لصاحبها عبد الله الريفاوي، ويجمع هذا الشرح بين أصول الطريقة وأركانها، وآداب المريد، انتهى من تأليفه سنة 1172هـ.[2]
5. شرح لامية الزقاق: في الأقضية، قال عنه أنه ألفه بإذن شيخه الحفناوي.[13]
6. زلزلة النفوس: وكان لا يفارقه لعزته عليه.[14]

## وفاته
لقب هذا العالم بعد وفاته بسيدي أمحمد بوقبرين لأن له مقامان، أي قبران، واحد بقريته الأصلية آيت إسماعيل قرب زاوية بونوح والآخر بمنطقة الحامة بالجزائر العاصمة.

## الضريح
كان ضريح سيدي أمحمد بن عبد الرحمن الأزهري موجودا في مسقط رأسه في قرية آيت إسماعيل بعرش قشطولة من منطقة بونوح في دائرة بوغني بولاية تيزي وزو حيث كان مدفونا.
وبعد أن وافته المنية في مسقط رأسه بتيزي وزو، تم نقل جثمانه من طرف تلاميذه الذين كان منهم الشيخ محمد العمالي مفتي المالكية بالجزائر وأتوا به إلى الحامة حيث يوجد ضريحه إلى اليوم.
وللإشارة، يعود تاريخ بناء المسجد والضريح إلى عهد حسين باشا (التركي)، والضريح موجود إلى يمين المحراب مفصول بحائط يرقد إلى جواره «سيدي لحسن» وهو أول من تولى الإشراف على الضريح وهو من تلاميذ سيدي أمحمد بوقبرين.
توجد بداخل المقام خلوة عبارة عن 7 أقبية كان سيدي أمحمد يلجأ إليها ويخصصها للذكر ويلقن فيها تلاميذه الأذكار، ومن تلاميذه الشيخ سيدي عبد الرحمن بشطارزي دفين مدينة قسنطينة.
ومن الأذكار التي كان يركز عليها سيدي أمحمد كثيرا أسماء الله الحسنى «والتي يرتقي فيها المريد من مقام إلى مقام»، وذكر «لا إله إلا الله» و«الله»، و«هو» و«حي»، و«قيّوم»، «حق»، «قهار».

## تسميات
لقد دأب سكان مدينة الجزائر ومتيجة ومنطقة القبائل، مع أتباع الطريقة الرحمانية في كل مكان، على تسمية أبنائهم الذكور باسم أمحمد (بالفرنسية M'Hamed) تبركا باسم العلامة سيدي أمحمد بوقبرين.
وأثناء ثورة التحرير الجزائرية، كان الشهيد أمحمد بوقرة هو قائد الولاية الرابعة التاريخية بدء من سنة 1958م تيمنا باسمه أمحمد إضافة إلى كفاءته الميدانية.
ولقد قامت الدولة الجزائرية بإطلاق اسم سيدي أمحمد بوقبرين على بلدية ودائرة في ولاية الجزائر بمناسبة التقسيم الإداري لسنة 1984م من خلال إنشاء بلدية سيدي أمحمد ودائرة سيدي أمحمد · .
كما قامت الدولة الجزائرية بإطلاق اسم الطريقة الصوفية الرحمانية على بلدية في ولاية تيبازة بمناسبة التقسيم الإداري لسنة 1984م من خلال إنشاء بلدية الرحمانية · .
ثم تم إلحاق بلدية الرحمانية بإقليم ولاية الجزائر بموجب الأمر رقم 97-14 الصادر بتاريخ 31 ماي 1997م بمناسبة إنشاء محافظة الجزائر الكبرى · .
وبعد أن تم حل محافظة الجزائر الكبرى بموجب القرار رقم 2000-02 الصادر بتاريخ 28 فيفري 2000م، صارت بلدية سيدي أمحمد ودائرة سيدي أمحمد وبلدية الرحمانية تابعة لولاية الجزائر · .

## مكتبة الصور

ضريح سيدي أمحمد بوقبرين